# Yorgelis Rodríguez
Yorgelis Rodríguez (Yorgelis Rodríguez García; * 25. Januar 1995 in Guantánamo) ist eine kubanische Siebenkämpferin.

## Werdegang
Bei den Leichtathletik-Weltmeisterschaften 2013 in Moskau wurde sie Zwölfte.
2014 siegte sie bei den Zentralamerika- und Karibikspielen und 2015 bei den Panamerikanischen Spielen in Toronto mit ihrer persönlichen Bestleistung von 6332 Punkten.
Bei den Leichtathletik-Hallenweltmeisterschaften 2018 in Birmingham gewann Rodríguez am 2. März die Bronzemedaille im Fünfkampf.
Beim Hypomeeting 2018 in Götzis erzielte sie mit 6742 Punkten einen neuen kubanischen Rekord.